# Perth and Kinross
Perth and Kinross (Peairt agus Ceann Rois) is een van de 32 raadsgebieden (council areas) van Schotland met een oppervlakte van 5286 km². Het is tevens een lieutenancy area. De hoofdplaats is Perth.

## Plaatsen
- Abbots Deuglie
- Abernethy
- Aberfeldy
- Acharn
- Alyth
- Amulree
- Ardtalnaig
- Auchlyne
- Auchterarder
- Balado
- Ballinluig
- Bankfoot
- Blackford
- Blair Atholl
- Blairgowrie
- Bridge of Earn
- Burrelton
- Clunie
- Comrie
- Coupar Angus
- Crieff
- Dull
- Dunkeld
- Dunning
- Errol
- Fearnan
- Finegand
- Forgandenny
- Forteviot
- Fortingall
- Glenfarg
- Glenshee
- Inchture
- Invergowrie
- Kenmore
- Killiecrankie
- Kingoodie
- Kinloch Rannoch
- Kinross
- Kinrossie
- Kirkmichael
- Lawers
- Leetown
- Logierait
- Luncarty
- Madderty
- Meigle
- Meikleour
- Methven
- Milnathort
- Muthill
- Perth
- Pitlochry
- Rattray
- Scone
- Spittal of Glenshee
- St Fillans
- Trinafour
- Weem

## Bezienswaardigheden
- Abernethy Round Tower
- Ardunie Roman Signal Station
- Balvaird Castle
- Blair Castle
- Burleigh Castle
- Castle Menzies
- Drummond Castle
- Dunkeld Cathedral
- Dunblane Cathedral
- Dunfallandy Stone
- Elcho Castle
- Huntingtower Castle
- Inchmahome Priory
- Innerpeffray Chapel
- Kinross House
- Lochleven Castle
- St Mary's Church (Grandtully)
- St Serf's Church (Dunning) met het Dupplin Cross
- Stanley Mills

Aberdeen · Aberdeenshire · Angus · Argyll and Bute · City of Edinburgh · Clackmannanshire · Dumfries and Galloway · Dundee City · East Ayrshire · East Dunbartonshire · East Lothian · East Renfrewshire · Falkirk · Fife · Glasgow City · Highland · Inverclyde · Midlothian · Moray · Na h-Eileanan Siar (Buiten-Hebriden) · North Ayrshire · North Lanarkshire · Orkney Islands · Perth and Kinross · Renfrewshire · Scottish Borders · Shetland Islands · South Ayrshire · South Lanarkshire · Stirling · West Dunbartonshire · West Lothian
Zie ook: lieutenancy areas, de vroegere regio's en graafschappen